# Bismarck auf dem Sterbebett

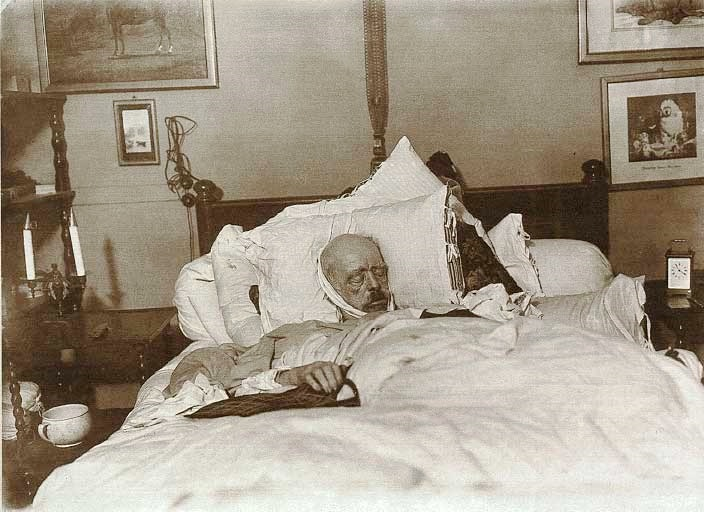
Bismarck auf dem Totenbett vom 31. Juli 1898 von Willy Wilcke und Max Priester

Bismarck auf dem Sterbebett ist unter anderem die Bezeichnung einer fotografischen Aufnahme des ehemaligen Reichskanzlers Otto von Bismarck unmittelbar nach seinem Tod, die einen Presseskandal im deutschen Kaiserreich einleitete. Unabhängig davon gibt es einige zeitgenössische Gemälde mit den Titeln Bismarck auf dem Sterbebett bzw. auf dem Totenbett.

## Geschichte

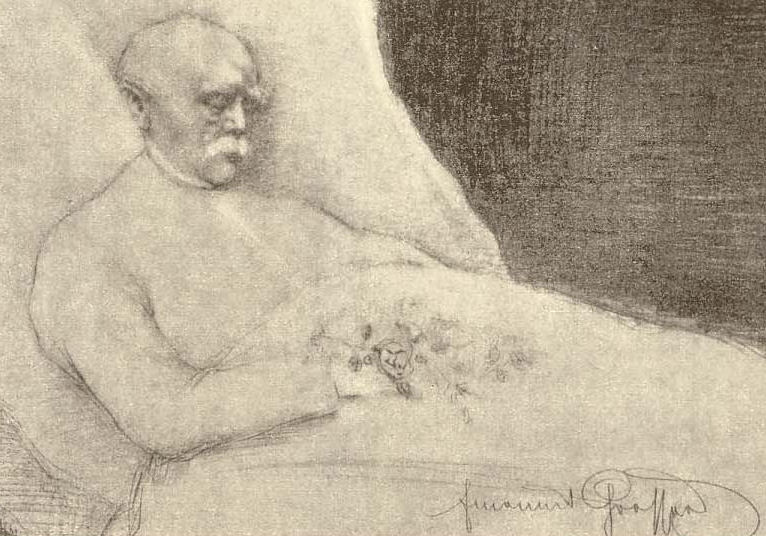
Darstellung des Toten durch Emanuel Grosser im Stil und Geschmack der Zeit

Am 30. Juli 1898 gegen 23 Uhr starb Bismarck in seinem Bett in Friedrichsruh. Seine Familie, Nachbarn, Hausdiener und der Arzt Ernst Schweninger waren Zeugen des Ereignisses. Es wurde weder eine Totenmaske angefertigt, noch fand eine öffentliche Aufbahrung statt. Die Verwandten hatten lediglich den im nahen Forsthaus logierenden Autor und Fotografen Arthur Mennell beauftragt, vom Fürsten auf dem Sterbebett einige Fotografien anzufertigen, die er aber ausschließlich der Familie Bismarck zugänglich machen sollte.
Dennoch gelang auch den Hamburger Fotografen Willy Wilcke und Max Christian Priester eine fotografische Aufnahme. Sie bestachen Bismarcks Förster und Ortsvorsteher Louis Spörcke, der sie über den Zustand des Sterbenden auf dem Laufenden hielt. Wenige Stunden nach Bismarcks Ableben, als Spörcke mit einem Reitknecht die nächtliche Totenwache hielt, verschafften sie sich widerrechtlich Zugang zum Sterbezimmer. Über die Fensterbank gelangten sie an das Totenlager und machten eine Magnesium-Blitzlichtaufnahme des Verstorbenen. Wilcke hatte zuvor das Kissen zurechtgerückt, damit der Kopf Bismarcks besser zu sehen war. Die Uhr auf dem Nachttisch wurde auf 23:20 Uhr gestellt, während es in Wirklichkeit schon 4 Uhr morgens war.
Die belichtete Fotoplatte wurde sofort im Eiskeller des Landhauses Damm entwickelt, eines Beherbungsbetriebes gegenüber von Schloss Friedrichsruh, in welchem Wilcke und Priester logierten.
Ebenfalls noch am 31. Juli 1898 fertigten die beiden Fotografen dann in Hamburg von der Platte ein Diapositiv, welches sie von Hugo Herrfurth retuschieren ließen, um „das Nachtgeschirr, ein buntes Taschentuch und das ungeordnete Bett nicht zur Geltung kommen“ zu lassen. Von dem retuschierten Diapositiv fertigten Wilcke und Priester sodann eine Platte und mehrere Abzüge. Am 1. August 1898 fuhren Wilcke und Priester mit besagter Platte und zwei Abzügen (retuschiert und unretuschiert) nach Berlin, wo sie in einem Zimmer des Grand Hotel de Rome wohnten. Am Morgen des 2. August 1898 erschienen im Berliner Lokal-Anzeiger und in der Täglichen Rundschau Annoncen mit folgendem Inhalt:

„Bismarck – Für das einzig existierende Bild Bismarcks auf dem Sterbebette, Aufnahme einige Stunden nach dem Tode, Original-Photographie, wird ein Käufer resp. ein geeigneter Verleger gesucht. Besitzer zu sprechen in Berlin, Hotel de Rome, heute Dienstag von 10 bis 1 Uhr. Zu erfragen beim Portier.“

Am 3. August 1898 schlossen Wilcke und Priester einen Vertrag mit Ludwig Baltz, dem Geschäftsführer des Deutschen Verlages, in welchem die Berliner Neueste Nachrichten erschienen. Darin verkauften sie die Urheberrechte an den Aufnahmen für 30.000,- Mark und zwanzig Prozent Umsatzbeteiligung. Der Vertrag sah vor, dass eine Verbreitung des Bildes erst nach Einholung der Veröffentlichungsgenehmigung durch Herbert von Bismarck, den Sohn des verstorbenen Reichskanzlers, erfolgen soll. Hugo Jacobi, der Chefredakteur der Berliner Neuesten Nachrichten, erbat besagte Veröffentlichungsgenehmigung noch am gleichen Tage telegrafisch bei Herbert von Bismarck und übersandte diesem zugleich die beiden ihm von Wilcke übergebenen Abzüge per Post. Herbert von Bismarck erteilte die erbetene Veröffentlichungsgenehmigung jedoch nicht, sondern kontaktierte am 4. August 1898 den Berliner Polizeipräsidenten und erreichte, dass dieser noch am gleichen Tag die Fotoplatte im Grand Hotel de Rome beschlagnahmen ließ. Dieses Vorgehen wurde nachträglich sowohl von der Berliner Staatsanwaltschaft als auch vom Berliner Amtsgericht sanktioniert. Auch die beiden Geschäfte von Wilcke und Priester in Hamburg wurden polizeilich durchsucht und die dort noch vorhandenen Platten und Abzüge beschlagnahmt.

## Strafrechtliche Aufarbeitung
Herbert von Bismarck stellte am 4. August 1898 Strafantrag. Am 8. September 1898 erhob die Staatsanwaltschaft Anklage gegen Spörcke, Wilcke und Priester vor dem Landgericht Altona wegen gemeinschaftlichen Hausfriedensbruchs. Die ganztägige öffentliche Hauptverhandlung, in welcher Georg Wilhelm Vielhaben als Verteidiger fungierte, fand am 18. März 1899 statt. Die Staatsanwaltschaft plädierte bezüglich Wilcke und Priester auf die Höchststrafe, also auf einjährige Haft. Bezüglich Spörcke beantragte die Staatsanwaltschaft die Verhängung einer zehnmonatigen Haftstrafe. Das Gericht blieb in seiner Entscheidung unter den Anträgen der Strafverfolgungsbehörde: Es verurteilte Spörcke zu einer Haftstrafe von fünf Monaten. Wilcke erhielt von allen drei Angeklagten die höchste Strafe, zu deren konkreter Höhe in der Literatur unterschiedliche Angaben gemacht werden: an einer Stelle acht Monate, an anderer sechs Monate. Ebenfalls unterschiedlich angegeben wird die Höhe der gegen Priester verhängten Freiheitsstrafe – entweder drei Monate oder fünf Monate. Das gegen das Urteil eingelegte Rechtsmittel der Angeklagten wurde vom Reichsgericht letztinstanzlich am 19. Juni 1899 verworfen.

## Zivilrechtliche Aufarbeitung
Am 5. August 1898 erließ das Landgericht Hamburg auf Antrag Herbert von Bismarcks eine einstweilige Verfügung gegen Wilcke und Priester, durch welche diesen unter Androhung eines Ordnungsgeldes in Höhe von bis zu 20.000,- Mark die Verbreitung der Photos untersagt und die Beschlagnahme sämtlicher Unterlagen angeordnet wurde. Hiergegen legten Wilcke und Priester, auch insoweit anwaltlich vertreten durch Georg Wilhelm Vielhaben, Widerspruch ein. Doch das Landgericht Hamburg bekräftigte am 8. September 1898 die einstweilige Verfügung und drohte nunmehr für den Fall der Zuwiderhandlung sogar Ordnungshaft von bis zu sechs Monaten an. Auch diese Entscheidung wurde von Wilcke und Priester angefochten, doch wurde ihr Rechtsmittel durch Urteil des Hanseatischen Oberlandesgerichts vom 21. November 1898 letztinstanzlich zurückgewiesen.
Auch im anschließenden Hauptsacheverfahren, welches ebenfalls alle Instanzen durchlief, unterlagen Wilcke und Priester, wobei das erstinstanzliche Urteil des Landgerichts Hamburg auf den 20. Februar 1899 datiert und das letztinstanzliche des Reichsgerichts auf den 28. Dezember 1899.

## Aufbewahrung, Verwendung und Veröffentlichung
Mennell wiederum verstrickte sich in der Öffentlichkeit und als Zeuge im Prozess bei der Aussage darüber, wie viele Fotografien er selbst angefertigt hatte, in Widersprüche. Das Berliner Tageblatt zitierte ihn am 4. August 1898 mit acht Fotografien, von denen sechs gelungen seien, im Prozess sprach er dann nur noch von einer Fotografie. Die Aussagen sind derzeit nicht überprüfbar, da von diesen Bildern bislang keines veröffentlicht wurde und auch der Aufbewahrungsort ungewiss ist. Es gilt als möglich, dass eines dieser Fotos einem Gemälde des in der Todesnacht ebenfalls im Forsthaus weilenden Franz von Lenbach zugrunde liegen könnte. Lenbach selbst konnte nur einen Blick auf den Leichnam kurz vor der Einsargung werfen.
Die beschlagnahmten Negative von Wilcke und Priester „sollen jahrzehntelang im Geldschrank der Bismarcks aufbewahrt worden sein“. Das Bild wurde erstmals in der Frankfurter Illustrierten 1952 veröffentlicht. Zeitgenössische Ausgaben Hamburger Zeitungen hatten berichtet, die Negative und Kopien seien auf Anordnung des Rechtsbeistandes des Fürsten von Bismarck durch einen Gerichtsvollzieher verbrannt worden.

## Rechtsgeschichtliche Bedeutung
Das Recht am eigenen Bild wurde in Deutschland 1907 im Kunsturhebergesetz (KuG) juristisch verankert und besteht nach § 22 dieses Gesetzes bis zehn Jahre nach dem Tode fort. Der Rechtsstreit um das Bild von Bismarck hat die Diskussion um die Notwendigkeit einer gesetzlichen Regelung ausgelöst. Die Fotografen konnten damals nach geltendem Recht nur aufgrund Hausfriedensbruchs verurteilt werden, Rechtssubjekt waren daher die Schlossbesitzer und Erben, nicht Bismarck selbst.
Die rechtshistorische Bedeutung ist allein historiographisch. Es ist ein Mythos, dass diese Fotografie den Anfang eines neuen Rechtes markiere und dass der Prozess die Diskussion um das Kunsturhebergesetz ausgelöst habe. Die Geschichte hält sich bis heute und wird in den meisten Kommentaren und Aufsätzen so erzählt, aber nur, weil sich das Bild so gut zur Mythenbildung eignet. Tatsächlich reicht die Diskussion um neue Bildrechte europaweit schon in die dreißiger Jahre des 19. Jahrhunderts zurück. Ab den 1880er Jahren gab es in Deutschland eine Reihe von juristischen Vorschlägen. In der parlamentarischen Debatte spielte der Bismarckfall keine Rolle.

## Weitere Gemälde
Außer von Lenbach und Grosser existieren weitere Gemälde und Zeichnungen von Bismarck auf dem Sterbe- beziehungsweise Totenbett unter anderem als noch im Todesjahr 1898 gelaufene Bildpostkarten in den Berliner Verlagen Paul Albert und Max Marcus.